# Мальованцеві
Мальованцеві (Rostratulidae) — родина сивкоподібних птахів. Включає 3 види.

## Поширення
Малюванцеві поширені в Південній Америці, Африці, Південній та Південно-Східній Азії та Австралії. Трапляються на низинних болотах, невеликих водоймах.

## Опис
Тіло завдовжки 19-24 см. Самиці більші за самців і яскравіше забарвлені. За розмірами і зовнішнім виглядом схожі на звичайного баранця, але забарвлення яскравіше. Дзьоб подовжений, прямий. Крила короткі та широкі. Першорядних махових 10, кермових 14-16; хвіст короткий. Пальці ніг довгі і тонкі, плавальної перетинки немає; задній палець добре розвинений, хоча багато коротший від передніх. Воло чітко відокремлене. Сліпі кишки відносно довгі, функціональні.

## Спосіб життя
Мальованцеві ведуть потайний спосіб життя. Трапляються на болотах і берегах водойм. Активні переважно в сутінках і вночі. Годуються серед рослинності, рідше на відкритих мілинах. Поживу добувають при зондуванні дзьобом сирого ґрунту. Їдять різноманітних безхребетних, іноді коріння і насіння.
Гніздяться в сезон дощів. Гніздо влаштовується в заростях на березі. У мальованця аргентинського в кладці 2 яйця; насиживают самець і самиця. В австралійського мальованця самиця будує гніздо разом з самцес і відкладає зазвичай 4, рідко 5-6 яєць, які протягом 17-19 днів насиджує самець; він же доглядає виводок. В афро-азійсьного мальованця після завершення першої кладки, яку насиджує самець, самиця шукає іншого самця і відкладає другу кладку, всі турботи про яку падають на другого самця.

## Види
- Рід Аргентинський мальованець (Nycticryptes)
  - Мальованець аргентинський (Nycticryphes semicollaris)
- Рід Мальованець (Rostratula)
  - Мальованець австралійський (Rostratula australis)
  - Мальованець афро-азійський (Rostratula benghalensis)
  - †Rostratula minator (пліоценові відкладення, ПАР)[2]